# بوگاراجو پاتابی سیتارایاما
بوگاراجو پاتابی سیتارایاما (انگلیسی: Bhogaraju Pattabhi Sitaramayya; ۲۴ نوامبر ۱۸۸۰ – ۱۷ دسامبر ۱۹۵۹) سیاست‌مدار و کارآفرین اهل هند بود، که در سال ۱۹۲۳ آندرا بنک را تأسیس کرد.